# Адамский, Анджей
Анджей Адамский (пол. Andrzej Adamski; 13 января 1939, Варшава) — польский шахматист, международный мастер (1980).

## Карьера
Неоднократный чемпион Польши по шахматам и быстрым шахматам в командных соревнованиях.
В 1961 году он выиграл чемпионат Войска Польского.
В составе национальной сборной участник 11-го командного чемпионата мира среди студентов (1964) в г. Кракове.
В составе клуба «Maraton Warsaw» участник 2-х Кубков европейских клубов.

## Семья
Брат Анджея Адамского, Ян, также является известным шахматистом, бывшим чемпионом Польши и многократным олимпийцем.

## Изменения рейтинга
| Графики недоступны из-за технических проблем. См. информацию на Фабрикаторе и на mediawiki.org. |